# José Rivera Bastardo
José Alfredo Rivera Bastardo (Caracas, 16 de febrero de 1970) es un militar venezolano que pertenece a la Guardia Nacional Bolivariana de la Fuerza Armada Nacional Bolivariana (FANB). Ha ocupado varios cargos dentro de su trayectoria dentro de Venezuela.

## Biografía
José Alfredo nació el 16 de febrero de 1970, en Caracas, capital de Venezuela.

### Carrera Militar
Es egresado de la EFOFAC, hoy en día Academia Militar de la Guardia Nacional Bolivariana (AMGNB) y se ha caracterizado por ocupar los primeros puestos de su promoción "Batalla de Bocachica", siendo el Alférez Auxiliar y el Alférez Mayor en el último año de su formación como cadete.
Tuvo el cargo de comandante de zona número 41 de la GNB en el estado Carabobo, Venezuela.
En su carrera militar ha ejercido los siguientes cargos:
| N.º | Cargo                                | Grado militar       | Unidad militar                                          | Periodo                            |
| --- | ------------------------------------ | ------------------- | ------------------------------------------------------- | ---------------------------------- |
| 1   | Comandante del Regimiento Capital    | Coronel             | Comando Nacional Guardia del Pueblo                     | 2015-2017                          |
| 2   | Ayudante del comandante general      | Coronel             | Comandancia General de la Guardia Nacional Bolivariana  | 2016-2017                          |
| 3   | Directos de servicios tributarios    | Coronel             | Gobierno del Distrito Capital                           | 2017                               |
| 4   | Comandante del Regimiento de Cadetes | Coronel             | Academia Militar de la Guardia Nacional Bolivariana     | 2017-2018                          |
| 5   | Subdirector                          | Coronel             | Academia Militar de la Guardia Nacional Bolivariana     | 2018-2019                          |
| 6   | Director                             | General de Brigada  | Academia Militar de la Guardia Nacional Bolivariana     | 2019-2020                          |
| 7   | Comandante de Zona                   | General de Brigada  | Comando de Zona 71 en Margarita Edo Nueva Esparta       | 2020-2021                          |
| 8   | Comandante de Zona                   | General de Brigada  | Comando de Zona 41 en Valencia Edo Carabobo             | 2021 - 2022                        |
| 9   | Comandante de ZODI                   | General de División | Zona Estratégica de Defensa Integral del Estado Falcón. | 9 de agosto de 2022 - Actualmente. |